# Dánia a 2012. évi nyári olimpiai játékokon
Dánia a nagy-britanniai Londonban megrendezett 2012. évi nyári olimpiai játékok egyik részt vevő nemzete volt. Az országot az olimpián 17 sportágban 114 sportoló képviselte, akik összesen 9 érmet szereztek.

## Érmesek
| Érem  | Versenyző                                                             | Sportág       | Versenyszám                                |
| ----- | --------------------------------------------------------------------- | ------------- | ------------------------------------------ |
| Arany | Mads Rasmussen Rasmus Quist                                           | Evezés        | Férfi könnyűsúlyú kétpárevezős             |
| Arany | Lasse Norman Hansen                                                   | Kerékpározás  | Férfi omnium                               |
| Ezüst | Fie Udby Erichsen                                                     | Evezés        | Női egypárevezős                           |
| Ezüst | Anders Golding                                                        | Sportlövészet | Férfi skeet                                |
| Ezüst | Mathias Boe Carsten Mogensen                                          | Tollaslabda   | Férfi páros                                |
| Ezüst | Jonas Høgh Christensen                                                | Vitorlázás    | Férfi finn dingi                           |
| Bronz | Kasper Winther Jørgensen Morten Jørgensen Jacob Barsøe Eskild Ebbesen | Evezés        | Férfi könnyűsúlyú kormányos nélküli négyes |
| Bronz | Joachim Fischer Nielsen Christinna Pedersen                           | Tollaslabda   | Vegyes páros                               |
| Bronz | Peter Ørsted Lang Allan Nørregaard                                    | Vitorlázás    | Férfi könnyű 49-es dingi                   |

## Asztalitenisz
Férfi
| Versenyző     | Versenyszám | Selejtező         | 64-es főtábla                                       | 48-as főtábla     | 32-es főtábla                                            | Nyolcaddöntő                                  | Negyeddöntő                                                          | Elődöntő          | Döntő             | Helyezés |
| Versenyző     | Versenyszám | Ellenfél Eredmény | Ellenfél Eredmény                                   | Ellenfél Eredmény | Ellenfél Eredmény                                        | Ellenfél Eredmény                             | Ellenfél Eredmény                                                    | Ellenfél Eredmény | Ellenfél Eredmény | Helyezés |
| ------------- | ----------- | ----------------- | --------------------------------------------------- | ----------------- | -------------------------------------------------------- | --------------------------------------------- | -------------------------------------------------------------------- | ----------------- | ----------------- | -------- |
| Michael Maze  | Egyes       | erőnyerő          | erőnyerő                                            | erőnyerő          | Kalínikosz Kreánga (GRE) · 12–10, 11–6, 11–8, 8–11, 11–3 | Mizutani Dzsun (JPN) · 11–7, 11–6, 11–4, 11–6 | Dimitrij Ovtcharov (GER) · 8–11, 10–12, 11–1, 11–9, 11–9, 6–11, 9–11 | kiesett           | kiesett           | 5.       |
| Allan Bentsen | Egyes       | erőnyerő          | Zwickl Dániel (HUN) · 9–11, 7–11, 10–12, 11–4, 8–11 | kiesett           | kiesett                                                  | kiesett                                       | kiesett                                                              | kiesett           | kiesett           | 49.      |

Női
| Versenyző | Versenyszám | Selejtező         | 64-es főtábla                                     | 48-as főtábla                                                     | 32-es főtábla     | Nyolcaddöntő      | Negyeddöntő       | Elődöntő          | Döntő             | Helyezés |
| Versenyző | Versenyszám | Ellenfél Eredmény | Ellenfél Eredmény                                 | Ellenfél Eredmény                                                 | Ellenfél Eredmény | Ellenfél Eredmény | Ellenfél Eredmény | Ellenfél Eredmény | Ellenfél Eredmény | Helyezés |
| --------- | ----------- | ----------------- | ------------------------------------------------- | ----------------------------------------------------------------- | ----------------- | ----------------- | ----------------- | ----------------- | ----------------- | -------- |
| Mie Skov  | Egyes       | erőnyerő          | Nadeen El-Dawlatly (EGY) · 11–9, 11–6, 11–7, 11–9 | Natalia Partyka (POL) · 11–5, 3–11, 10–12, 11–8, 11–9, 7–11, 9–11 | kiesett           | kiesett           | kiesett           | kiesett           | kiesett           | 17.      |

## Atlétika
Férfi
| Versenyző             | Versenyszám | Előfutam | Előfutam | Előfutam | Elődöntő | Elődöntő | Elődöntő | Döntő   | Döntő    |
| Versenyző             | Versenyszám | Idő      | Hely.    | Össz.    | Idő      | Hely.    | Össz.    | Idő     | Helyezés |
| --------------------- | ----------- | -------- | -------- | -------- | -------- | -------- | -------- | ------- | -------- |
| Andreas Bube          | 800 m       | 1:46,40  | 6.       | 16.      | kiesett  | kiesett  | kiesett  | kiesett | kiesett  |
| Jesper Lind Faurschou | Maraton     |          |          |          |          |          |          | 2:18:44 | 41.      |

| Versenyző            | Versenyszám | Selejtező | Selejtező | Döntő    | Döntő    |
| Versenyző            | Versenyszám | Eredmény  | Helyezés  | Eredmény | Helyezés |
| -------------------- | ----------- | --------- | --------- | -------- | -------- |
| Kim Juhl Christensen | Súlylökés   | 19,13 m   | 27.*      | kiesett  | kiesett  |

Női
| Versenyző                 | Versenyszám | Előfutam | Előfutam | Előfutam | Elődöntő | Elődöntő | Elődöntő | Döntő   | Döntő    |
| Versenyző                 | Versenyszám | Idő      | Hely.    | Össz.    | Idő      | Hely.    | Össz.    | Idő     | Helyezés |
| ------------------------- | ----------- | -------- | -------- | -------- | -------- | -------- | -------- | ------- | -------- |
| Jessica Draskau-Petersson | Maraton     |          |          |          |          |          |          | 2:31:43 | 40.      |
| Sara Slott Petersen       | 400 m gát   | 56,01    | 6.       | 21.      | 56,21    | 6.       | 19.      | kiesett | kiesett  |

| Versenyző           | Versenyszám | Selejtező                | Selejtező                | Döntő    | Döntő    |
| Versenyző           | Versenyszám | Eredmény                 | Helyezés                 | Eredmény | Helyezés |
| ------------------- | ----------- | ------------------------ | ------------------------ | -------- | -------- |
| Caroline Bonde Holm | Rúdugrás    | érvényes kísérlet nélkül | érvényes kísérlet nélkül | kiesett  | kiesett  |

* - egy másik versenyzővel azonos eredményt ért el

## Birkózás

### Férfi
Kötöttfogású
| Versenyző    | Versenyszám | Selejtező         | Nyolcaddöntő                        | Negyeddöntő                      | Elődöntő                       | Vigaszág első kör | Vigaszág elődöntő                  | Bronz- mérkőzés                      | Döntő             | Helyezés |
| Versenyző    | Versenyszám | Ellenfél Eredmény | Ellenfél Eredmény                   | Ellenfél Eredmény                | Ellenfél Eredmény              | Ellenfél Eredmény | Ellenfél Eredmény                  | Ellenfél Eredmény                    | Ellenfél Eredmény | Helyezés |
| ------------ | ----------- | ----------------- | ----------------------------------- | -------------------------------- | ------------------------------ | ----------------- | ---------------------------------- | ------------------------------------ | ----------------- | -------- |
| Håkan Nyblom | 55 kg       | erőnyerő          | Fouad Fajari (MAR) · 1–0, 5–0       | Haszegava Kóhei (JPN) · 3–0, 2–0 | Hamid Sourian (IRI) · 0–3, 0–3 |                   |                                    | Módos Péter (HUN) · 0–3, 3–0, 0–2    |                   | 5.       |
| Mark Madsen  | 74 kg       | erőnyerő          | Roman Vlaszov (RUS) · 2–0, 0–3, 0–2 |                                  |                                |                   | Christophe Guenot (FRA) · 3–2, 1–0 | Aleksandr Kazakevič (LTU) · 0–2, 0–2 |                   | 5.       |

## Evezés
Férfi
| Versenyző                                                             | Versenyszám                          | Előfutam | Előfutam | Vigaszág | Vigaszág | Negyeddöntő | Negyeddöntő | Elődöntő | Elődöntő | Elődöntő | Döntő | Döntő   | Döntő | Helyezés |
| Versenyző                                                             | Versenyszám                          | Idő      | Hely.    | Idő      | Hely.    | Idő         | Hely.       | Típus    | Idő      | Hely.    | Típus | Idő     | Hely. | Helyezés |
| --------------------------------------------------------------------- | ------------------------------------ | -------- | -------- | -------- | -------- | ----------- | ----------- | -------- | -------- | -------- | ----- | ------- | ----- | -------- |
| Henrik Victor Stephansen                                              | Egypárevezős                         | 6:46,32  | 3.       |          |          | 6:55,95     | 4.          | C/D      | 7:29,76  | 1.       | C     | 7:19,62 | 1.    | 13.      |
| Mads Rasmussen Rasmus Quist                                           | Könnyűsúlyú kétpárevezős             | 6:33,11  | 1.       |          |          |             |             | A/B      | 6:33,25  | 1.       | A     | 6:37,17 | 1.    |          |
| Kasper Winther Jørgensen Morten Jørgensen Jacob Barsøe Eskild Ebbesen | Könnyűsúlyú kormányos nélküli négyes | 5:55,64  | 3.       |          |          |             |             | A/B      | 6:03,53  | 1.       | A     | 6:03,16 | 3.    |          |

Női
| Versenyző                           | Versenyszám              | Előfutam | Előfutam | Vigaszág | Vigaszág | Negyeddöntő | Negyeddöntő | Elődöntő | Elődöntő | Elődöntő | Döntő | Döntő   | Döntő | Helyezés |
| Versenyző                           | Versenyszám              | Idő      | Hely.    | Idő      | Hely.    | Idő         | Hely.       | Típus    | Idő      | Hely.    | Típus | Idő     | Hely. | Helyezés |
| ----------------------------------- | ------------------------ | -------- | -------- | -------- | -------- | ----------- | ----------- | -------- | -------- | -------- | ----- | ------- | ----- | -------- |
| Fie Udby Erichsen                   | Egypárevezős             | 7:29,37  | 2.       |          |          | 7:38,93     | 1.          | A/B      | 7:44,33  | 1.       | A     | 7:57,72 | 2.    |          |
| Anne Lolk Thomsen Juliane Rasmussen | Könnyűsúlyú kétpárevezős | 6:59,94  | 2.       |          |          |             |             | A/B      | 7:10,93  | 2.       | A     | 7:15,53 | 4.    | 4.       |

## Íjászat
Női
| Versenyző                                     | Versenyszám | Selejtező | Selejtező | 64-es főtábla                        | 32-es főtábla                   | Nyolcaddöntő                                                                       | Negyeddöntő                                                        | Elődöntő          | Döntő             | Helyezés |
| Versenyző                                     | Versenyszám | Pont      | Kiemelt   | Ellenfél Eredmény                    | Ellenfél Eredmény               | Ellenfél Eredmény                                                                  | Ellenfél Eredmény                                                  | Ellenfél Eredmény | Ellenfél Eredmény | Helyezés |
| --------------------------------------------- | ----------- | --------- | --------- | ------------------------------------ | ------------------------------- | ---------------------------------------------------------------------------------- | ------------------------------------------------------------------ | ----------------- | ----------------- | -------- |
| Carina Christiansen                           | Egyéni      | 663       | 7.        | Elisa Barnard (AUS) (58.) · 7–3      | Le Chien-Ying (TPE) (39.) · 6–4 | Mariana Avitia (MEX) (10.) · 2–6                                                   | kiesett                                                            | kiesett           | kiesett           | 9.       |
| Louise Laursen                                | Egyéni      | 641       | 36.       | Marie-Pier Beaudet (CAN) (29.) · 7–3 | Khatuna Lorig (USA) (4.) · 4–6  | kiesett                                                                            | kiesett                                                            | kiesett           | kiesett           | 17.      |
| Maja Jager                                    | Egyéni      | 642       | 35.       | Elena Richter (GER) (30.) · 5–6      | kiesett                         | kiesett                                                                            | kiesett                                                            | kiesett           | kiesett           | 33.      |
| Carina Christiansen Louise Laursen Maja Jager | Csapat      | 1946      | 8.        |                                      |                                 | India (IND) · Dipika Kumári · Laisrám Bombéjala Dévi · Csekrovolu Szvuro · 211–210 | Dél-Korea (KOR) · Ki Bobe · I Szongdzsin · Cshö Hjondzsu · 195–206 | kiesett           | kiesett           | 8.       |

## Kajak-kenu

### Síkvízi
Férfi
| Versenyző                                                 | Versenyszám         | Előfutam | Előfutam | Előfutam | Elődöntő | Elődöntő | Elődöntő | Döntő | Döntő    | Döntő    | Helyezés |
| Versenyző                                                 | Versenyszám         | Idő      | Hely.    | Össz.    | Idő      | Hely.    | Össz.    | Típus | Idő      | Helyezés | Helyezés |
| --------------------------------------------------------- | ------------------- | -------- | -------- | -------- | -------- | -------- | -------- | ----- | -------- | -------- | -------- |
| Kasper Bleibach                                           | Kajak egyes 200 m   | 36,610   | 3.       | 14.      | 36,667   | 5.       | 11.      | B     | 37,802   | 1.       | 9.       |
| René Holten Poulsen                                       | Kajak egyes 1000 m  | 3:30,284 | 1.       | 2.       | 3:30,247 | 3.       | 5.       | A     | 3:29,483 | 4.       | 4.       |
| Kim Knudsen Emil Stær                                     | Kajak kettes 1000 m | 3:17,020 | 5.       | 6.       | 3:15,580 | 4.       | 7.       | B     | 3:12,820 | 1.       | 9.       |
| Kim Knudsen René Holten Poulsen Emil Stær Kasper Bleibach | Kajak négyes 1000 m | 3:05,134 | 3.       | 7.       | 2:56,003 | 6.       | 6.       | A     | 2:56,542 | 5.       | 5.       |

Női
| Versenyző              | Versenyszám       | Előfutam | Előfutam | Előfutam | Elődöntő | Elődöntő | Elődöntő | Döntő   | Döntő    | Döntő    | Helyezés |
| Versenyző              | Versenyszám       | Idő      | Hely.    | Össz.    | Idő      | Hely.    | Össz.    | Típus   | Idő      | Helyezés | Helyezés |
| ---------------------- | ----------------- | -------- | -------- | -------- | -------- | -------- | -------- | ------- | -------- | -------- | -------- |
| Henriette Engel Hansen | Kajak egyes 200 m | 42,866   | 4.       | 16.      | 42,821   | 7.       | 20.      | kiesett | kiesett  | kiesett  | 20.      |
| Henriette Engel Hansen | Kajak egyes 500 m | 1:52,650 | 2.       | 6.       | 1:51,929 | 2.       | 5.       | A       | 1:54,110 | 7.       | 7.       |

## Kerékpározás

### BMX
| Versenyző          | Versenyszám | Selejtező | Selejtező | Negyeddöntő | Negyeddöntő | Elődöntő | Elődöntő | Döntő   | Döntő    | Helyezés |
| Versenyző          | Versenyszám | Idő       | Helyezés  | Pont        | Helyezés    | Pont     | Helyezés | Idő     | Helyezés | Helyezés |
| ------------------ | ----------- | --------- | --------- | ----------- | ----------- | -------- | -------- | ------- | -------- | -------- |
| Morten Therkildsen | Férfi       | 39,738    | 25.       | 20          | 5.          | kiesett  | kiesett  | kiesett | kiesett  | 19.      |

### Országúti kerékpározás
Férfi
| Versenyző       | Versenyszám   | Idő                 | Helyezés |
| --------------- | ------------- | ------------------- | -------- |
| Jakob Fuglsang  | Időfutam      | 54:34,49 (+3:54,95) | 15.      |
| Jakob Fuglsang  | Mezőnyverseny | 5:46:05 (+0:08)     | 12.      |
| Matti Breschel  | Mezőnyverseny | 5:46:37 (+0:40)     | 42.      |
| Nicki Sørensen  | Mezőnyverseny | 5:46:37 (+0:40)     | 58.      |
| Lars Ytting Bak | Mezőnyverseny | 5:46:37 (+0:40)     | 71.      |
| Lars Ytting Bak | Időfutam      | 54:33,21 (+3:53,67) | 14.      |

### Pálya-kerékpározás
Üldözőversenyek
| Versenyző                                                                                  | Versenyszám  | Selejtező | Selejtező | Elődöntő                                                                                     | Elődöntő  | Elődöntő | Döntő | Döntő     | Döntő    |
| Versenyző                                                                                  | Versenyszám  | Idő       | Hely.     | Ellenfél Idő                                                                                 | Saját idő | Hely.    | Ellenfél Idő                                                                                                | Saját idő | Helyezés |
| ------------------------------------------------------------------------------------------ | ------------ | --------- | --------- | -------------------------------------------------------------------------------------------- | --------- | -------- | --- | --------- | -------- |
| Michael Mørkøv Mathias Møller Nielsen Rasmus Quaade Casper von Folsach Lasse Norman Hansen | Férfi csapat | 3:58,298  | 4.        | Nagy-Britannia (GBR) · Ed Clancy · Geraint Thomas · Steven Burke · Peter Kennaugh · 3:52,743 | 3:57,396  | 5.       | 5. helyért · Spanyolország (ESP) · Eloy Teruel · Sebastián Mora · David Muntaner · Albert Torres · 4:02,746 | 4:02,671  | 5.       |

Omnium
| Versenyző           | Versenyszám | 200 méter | 200 méter | 30 km-es pontverseny | 30 km-es pontverseny | Kieséses verseny | 4 km-es egyéni üldözőverseny | 4 km-es egyéni üldözőverseny | 15 km-es scratch | 15 km-es scratch | 1000 m-es időfutam | 1000 m-es időfutam | Összesítés | Összesítés |
| Versenyző           | Versenyszám | Idő       | Hely.     | Pont                 | Hely.                | Hely.            | Eredmény                     | Hely.                        | Lekörözés        | Hely.            | Idő                | Hely.              | Pont       | Helyezés   |
| ------------------- | ----------- | --------- | --------- | -------------------- | -------------------- | ---------------- | ---------------------------- | ---------------------------- | ---------------- | ---------------- | ------------------ | ------------------ | ---------- | ---------- |
| Lasse Norman Hansen | Férfi       | 13,236    | 4.        | 59                   | 2.                   | 12.              | 4:20,674                     | 1.                           | 0                | 6.               | 1:02,314           | 2.                 | 27         |            |

## Kézilabda

### Férfi
| Dán férfi kézilabdacsapat-játékoskeret | Dán férfi kézilabdacsapat-játékoskeret                                                                                              |
| --- | --- |
| - Lasse Boesen - Marcus Cleverly - Mikkel Hansen - Lasse Svan Hansen - René Toft Hansen - Niklas Landin Jacobsen - Anders Eggert - Michael Knudsen | - Hans Lindberg - Nikolaj Markussen - Thomas Mogensen - Kasper Nielsen - Rasmus Lauge Schmidt - Kasper Søndergaard - Bo Spellerberg |

#### Eredmények
Csoportkör
B csoport
| Csapat              | M | Gy | D | V | G+  | G–  | Gk  | P  |
| ------------------- | - | -- | - | - | --- | --- | --- | -- |
| Horvátország (CRO)  | 5 | 5  | 0 | 0 | 150 | 109 | +41 | 10 |
| Dánia (DEN)         | 5 | 4  | 0 | 1 | 124 | 129 | −5  | 8  |
| Spanyolország (ESP) | 5 | 3  | 0 | 2 | 140 | 126 | +14 | 6  |
| Magyarország (HUN)  | 5 | 2  | 0 | 3 | 114 | 128 | −14 | 4  |
| Szerbia (SRB)       | 5 | 1  | 0 | 4 | 120 | 131 | −11 | 2  |
| Dél-Korea (KOR)     | 5 | 0  | 0 | 5 | 115 | 140 | −25 | 0  |

| 2012. július 29. 21:15 (22:15) | Magyarország (HUN) | 25–27       | Dánia (DEN) | Copper Box, London Nézőszám: 5000 Játékvezetők: Lazaar, Reveret (FRA) |
| 2012. július 29. 21:15 (22:15) | Császár 8          | (10–13)     | Eggert 9    | Copper Box, London Nézőszám: 5000 Játékvezetők: Lazaar, Reveret (FRA) |
| 2012. július 29. 21:15 (22:15) | 7× 1×              | Jegyzőkönyv | 5× 3×       | Copper Box, London Nézőszám: 5000 Játékvezetők: Lazaar, Reveret (FRA) |

| 2012. július 31. 19:30 (20:30) | Dánia (DEN) | 24–23       | Spanyolország (ESP) | Copper Box, London Nézőszám: 4368 Játékvezetők: Krstić, Ljubić (SLO) |
| 2012. július 31. 19:30 (20:30) | Hansen 8    | (13–12)     | három játékos 4     | Copper Box, London Nézőszám: 4368 Játékvezetők: Krstić, Ljubić (SLO) |
| 2012. július 31. 19:30 (20:30) | 6× 4×       | Jegyzőkönyv | 1× 4×               | Copper Box, London Nézőszám: 4368 Játékvezetők: Krstić, Ljubić (SLO) |

| 2012. augusztus 2. 19:30 (20:30) | Szerbia (SRB) | 25–26       | Dánia (DEN) | Copper Box, London Nézőszám: 4504 Játékvezetők: Geipel, Helbig (GER) |
| 2012. augusztus 2. 19:30 (20:30) | Vujin 7       | (11–13)     | Hansen 7    | Copper Box, London Nézőszám: 4504 Játékvezetők: Geipel, Helbig (GER) |
| 2012. augusztus 2. 19:30 (20:30) | 7× 3×         | Jegyzőkönyv | 3× 2×       | Copper Box, London Nézőszám: 4504 Játékvezetők: Geipel, Helbig (GER) |

| 2012. augusztus 4. 16:15 (17:15) | Horvátország (CRO) | 32–21       | Dánia (DEN)        | Copper Box, London Nézőszám: 4800 Játékvezetők: Lazaar, Reveret (FRA) |
| 2012. augusztus 4. 16:15 (17:15) | három játékos 5    | (14–9)      | Eggert, Lindberg 5 | Copper Box, London Nézőszám: 4800 Játékvezetők: Lazaar, Reveret (FRA) |
| 2012. augusztus 4. 16:15 (17:15) | 2× 3×              | Jegyzőkönyv | 3× 3×              | Copper Box, London Nézőszám: 4800 Játékvezetők: Lazaar, Reveret (FRA) |

| 2012. augusztus 6. 14:30 (15:30) | Dánia (DEN)       | 26–24       | Dél-Korea (KOR)      | Copper Box, London Nézőszám: 4546 Játékvezetők: Al-Nuaimi, Omar (UAE) |
| 2012. augusztus 6. 14:30 (15:30) | Eggert, Knudsen 6 | (13–14)     | I Dzseu, Om Hjovon 6 | Copper Box, London Nézőszám: 4546 Játékvezetők: Al-Nuaimi, Omar (UAE) |
| 2012. augusztus 6. 14:30 (15:30) | 2× 4×             | Jegyzőkönyv | 2× 1×                | Copper Box, London Nézőszám: 4546 Játékvezetők: Al-Nuaimi, Omar (UAE) |

Negyeddöntő
| 2012. augusztus 8. 18:00 (19:00) | Svédország (SWE) | 24–22       | Dánia (DEN) | Basketball Arena, London Nézőszám: 9494 Játékvezetők: Nacsevszki, Nikolov (MKD) |
| 2012. augusztus 8. 18:00 (19:00) | Doder 6          | (11–9)      | Lindberg 6  | Basketball Arena, London Nézőszám: 9494 Játékvezetők: Nacsevszki, Nikolov (MKD) |
| 2012. augusztus 8. 18:00 (19:00) | 5× 4×            | Jegyzőkönyv | 5× 4×       | Basketball Arena, London Nézőszám: 9494 Játékvezetők: Nacsevszki, Nikolov (MKD) |

| Csapat      | Helyezés |
| ----------- | -------- |
| Dánia (DEN) | 6.       |

### Női
| Dán női kézilabdacsapat-játékoskeret | Dán női kézilabdacsapat-játékoskeret                                                                                               |
| --- | --- |
| - Marianne Bonde Pedersen - Louise Burgaard - Camilla Dalby - Line Jørgensen - Berit Kristensen - Christina Krogshede - Pernille Larsen | - Ann Grete Nørgaard - Karin Mortensen - Christina Pedersen - Mette Melgaard Sall - Rikke Skov - Susan Thorsgaard - Trine Troelsen |

#### Eredmények
Csoportkör
B csoport
| Csapat              | M | Gy | D | V | G+  | G–  | Gk  | P |
| ------------------- | - | -- | - | - | --- | --- | --- | - |
| Franciaország (FRA) | 5 | 4  | 1 | 0 | 125 | 103 | +22 | 9 |
| Dél-Korea (KOR)     | 5 | 3  | 1 | 1 | 136 | 130 | +6  | 7 |
| Spanyolország (ESP) | 5 | 3  | 1 | 1 | 119 | 114 | +5  | 7 |
| Norvégia (NOR)      | 5 | 2  | 1 | 2 | 118 | 120 | −2  | 5 |
| Dánia (DEN)         | 5 | 1  | 0 | 4 | 113 | 121 | −8  | 2 |
| Svédország (SWE)    | 5 | 0  | 0 | 5 | 108 | 131 | −23 | 0 |

| 2012. július 28. 16:15 (17:15) | Dánia (DEN) | 21–18       | Svédország (SWE) | Copper Box, London Nézőszám: 3942 Játékvezetők: Nikolić, Stojković (SRB) |
| 2012. július 28. 16:15 (17:15) | Skov 6      | (8–10)      | Gulldén 5        | Copper Box, London Nézőszám: 3942 Játékvezetők: Nikolić, Stojković (SRB) |
| 2012. július 28. 16:15 (17:15) | 4× 3×       | Jegyzőkönyv | 3× 4×            | Copper Box, London Nézőszám: 3942 Játékvezetők: Nikolić, Stojković (SRB) |

| 2012. július 30. 11:15 (12:15) | Dél-Korea (KOR) | 25–24       | Dánia (DEN) | Copper Box, London Nézőszám: 4393 Játékvezetők: Duţă, Florescu (ROU) |
| 2012. július 30. 11:15 (12:15) | Cso Hjobi 5     | (11–10)     | Larsen 7    | Copper Box, London Nézőszám: 4393 Játékvezetők: Duţă, Florescu (ROU) |
| 2012. július 30. 11:15 (12:15) | 1× 3×           | Jegyzőkönyv | 2× 3×       | Copper Box, London Nézőszám: 4393 Játékvezetők: Duţă, Florescu (ROU) |

| 2012. augusztus 1. 19:30 (20:30) | Spanyolország (ESP) | 24–21       | Dánia (DEN) | Copper Box, London Nézőszám: 4488 Játékvezetők: Geipel, Helbig (GER) |
| 2012. augusztus 1. 19:30 (20:30) | Mangué 7            | (14–9)      | Nørgaard 7  | Copper Box, London Nézőszám: 4488 Játékvezetők: Geipel, Helbig (GER) |
| 2012. augusztus 1. 19:30 (20:30) | 3× 3× 1×            | Jegyzőkönyv | 1× 3×       | Copper Box, London Nézőszám: 4488 Játékvezetők: Geipel, Helbig (GER) |

| 2012. augusztus 3. 21:15 (22:15) | Dánia (DEN) | 23–24       | Norvégia (NOR) | Copper Box, London Nézőszám: 4720 Játékvezetők: Horáček, Novotný (CZE) |
| 2012. augusztus 3. 21:15 (22:15) | Nørgaard 9  | (11–12)     | Løke 6         | Copper Box, London Nézőszám: 4720 Játékvezetők: Horáček, Novotný (CZE) |
| 2012. augusztus 3. 21:15 (22:15) | 2× 3×       | Jegyzőkönyv | 3×             | Copper Box, London Nézőszám: 4720 Játékvezetők: Horáček, Novotný (CZE) |

| 2012. augusztus 5. 21:15 (22:15) | Dánia (DEN) | 24–30       | Franciaország (FRA) | Copper Box, London Nézőszám: 4616 Játékvezetők: Duţă, Florescu (ROU) |
| 2012. augusztus 5. 21:15 (22:15) | Nørgaard 10 | (10–17)     | Nijtam 6            | Copper Box, London Nézőszám: 4616 Játékvezetők: Duţă, Florescu (ROU) |
| 2012. augusztus 5. 21:15 (22:15) | 2× 3×       | Jegyzőkönyv | 1× 2×               | Copper Box, London Nézőszám: 4616 Játékvezetők: Duţă, Florescu (ROU) |

| Csapat      | Helyezés |
| ----------- | -------- |
| Dánia (DEN) | 9.       |

## Lovaglás
Díjlovaglás
| Versenyző                                                        | Ló           | Versenyszám | 1. kör | 1. kör | 2. kör  | 2. kör  | Döntő     | Döntő   | Végeredmény | Végeredmény |
| Versenyző                                                        | Ló           | Versenyszám | 1. kör | 1. kör | 2. kör  | 2. kör  | Technikai | Művészi | Végeredmény | Végeredmény |
| Versenyző                                                        | Ló           | Versenyszám | Pont   | Hely.  | Pont    | Hely.   | Pont      | Pont    | Pont        | Helyezés    |
| ---------------------------------------------------------------- | ------------ | ----------- | ------ | ------ | ------- | ------- | --------- | ------- | ----------- | ----------- |
| Anna Kasprzak                                                    | Donnperignon | Egyéni      | 75,289 | 12.    | 73,952  | 16.     | 74,179    | 78,714  | 76,446      | 18.         |
| Lisbeth Seierskilde                                              | Raneur       | Egyéni      | 69,863 | 34.    | kiesett | kiesett | kiesett   | kiesett | kiesett     | kiesett     |
| Anne Jensen-van Olst                                             | Clearwater   | Egyéni      | 71,322 | 23.    | 72,016  | 21.     | kiesett   | kiesett | kiesett     | kiesett     |
| Nathalie Zu Sayn-Wittgenstein                                    | Digby        | Egyéni      | 74,954 | 13.    | 75,857  | 9.      | 76,321    | 81,857  | 79,018      | 12.         |
| Anne Jensen-van Olst Anna Kasprzak Nathalie zu Sayn-Wittgenstein | lásd fentebb | Csapat      | 73,845 | 4.     | 73,847  | 4.      |           |         | 73,846      | 4.          |

## Ökölvívás
Férfi
| Versenyző     | Versenyszám | Selejtező                   | Nyolcaddöntő      | Negyeddöntő       | Elődöntő          | Döntő             | Helyezés |
| Versenyző     | Versenyszám | Ellenfél Eredmény           | Ellenfél Eredmény | Ellenfél Eredmény | Ellenfél Eredmény | Ellenfél Eredmény | Helyezés |
| ------------- | ----------- | --------------------------- | ----------------- | ----------------- | ----------------- | ----------------- | -------- |
| Dennis Ceylan | Harmatsúly  | John Joe Nevin (IRL) · 6–21 | kiesett           | kiesett           | kiesett           | kiesett           | 17.      |

## Sportlövészet
Férfi
| Versenyző      | Versenyszám       | Selejtező | Selejtező | Döntő   | Döntő    |
| Versenyző      | Versenyszám       | Pont      | Helyezés  | Pont    | Helyezés |
| -------------- | ----------------- | --------- | --------- | ------- | -------- |
| Torben Grimmel | Sportpuska, fekvő | 592       | 24.       | kiesett | kiesett  |
| Anders Golding | Skeet             | 122       | 2.        | 146     |          |
| Jesper Hansen  | Skeet             | 113       | 26.       | kiesett | kiesett  |

Női
| Versenyző             | Versenyszám           | Selejtező | Selejtező | Döntő   | Döntő    |
| Versenyző             | Versenyszám           | Pont      | Helyezés  | Pont    | Helyezés |
| --------------------- | --------------------- | --------- | --------- | ------- | -------- |
| Stine Myrhøj Andersen | Légpuska              | 393       | 30.       | kiesett | kiesett  |
| Stine Nielsen         | Légpuska              | 397       | 9.*       | kiesett | kiesett  |
| Stine Nielsen         | Sportpuska, összetett | 582       | 11.       | kiesett | kiesett  |

* - négy másik versenyzővel azonos eredményt ért el, szétlövés után 50,1 ponttal az 5. helyen végzett

## Tenisz
Női
| Versenyző          | Versenyszám | 64-es főtábla                         | 32-es főtábla                          | Nyolcaddöntő                        | Negyeddöntő                      | Elődöntő          | Bronz- mérkőzés   | Döntő             | Helyezés |
| Versenyző          | Versenyszám | Ellenfél Eredmény                     | Ellenfél Eredmény                      | Ellenfél Eredmény                   | Ellenfél Eredmény                | Ellenfél Eredmény | Ellenfél Eredmény | Ellenfél Eredmény | Helyezés |
| ------------------ | ----------- | ------------------------------------- | -------------------------------------- | ----------------------------------- | -------------------------------- | ----------------- | ----------------- | ----------------- | -------- |
| Caroline Wozniacki | Egyes       | Anne Keothavong (GBR) · 4–6, 6–3, 6–2 | Yanina Wickmayer (BEL) · 6–4, 3–6, 6–3 | Daniela Hantuchová (SVK) · 6–4, 6–2 | Serena Williams (USA) · 0–6, 3–6 | kiesett           | kiesett           | kiesett           | 5.       |

## Tollaslabda
| Versenyző                                   | Versenyszám  | Csoportkör | Csoportkör | Nyolcaddöntő                         | Negyeddöntő                                                               | Elődöntő                                                           | Bronz- mérkőzés                                                 | Döntő                                            | Helyezés |
| Versenyző                                   | Versenyszám  | Ellenfél Eredmény | Hely.      | Ellenfél Eredmény                    | Ellenfél Eredmény                                                         | Ellenfél Eredmény                                                  | Ellenfél Eredmény                                               | Ellenfél Eredmény                                | Helyezés |
| ------------------------------------------- | ------------ | --- | ---------- | ------------------------------------ | ------------------------------------------------------------------------- | ------------------------------------------------------------------ | --------------------------------------------------------------- | ------------------------------------------------ | -------- |
| Peter Gade                                  | Férfi egyes  | G csoport · Pedro Martins (POR) · 21–14, 21–8 | 1.         | Szon Vanho (KOR) · 21–9, 21–16       | Chen Long (CHN) · 16–21, 13–21                                            | kiesett                                                            | kiesett                                                         | kiesett                                          | 5.       |
| Jan Østergaard Jørgensen                    | Férfi egyes  | I csoport · Misha Zilberman (ISR) · 21–13, 21–12 · Derek Wong (SIN) · 21–17, 21–14 | 1.         | I Hjonil (KOR) · 17–21, 13–21        | kiesett                                                                   | kiesett                                                            | kiesett                                                         | kiesett                                          | 9.       |
| Mathias Boe Carsten Mogensen                | Férfi páros  | C csoport · Dél-afrikai Köztársaság (RSA) · Dorian James · Willem Viljoen · 21–6, 21–12 · Oroszország (RUS) · Vlagyimir Ivanov · Ivan Szozonov · 16–21, 21–19, 21–14 · Kína (CHN) · Chai Biao · Guo Zhendong · 21–14, 21–19 | 1.         |                                      | Tajvan (TPE) · Fang Chieh-min · Lee Sheng-mu · 21–16, 21–18               | Dél-Korea (KOR) · Csong Dzseszong · I Jongde · 17–21, 21–18, 22–20 |                                                                 | Kína (CHN) · Cai Yun · Fu Haifeng · 16–21, 15–21 |          |
| Tine Rasmussen Baun                         | Női egyes    | G csoport · Kamila Augustyn (POL) · 21–11, 21–6 · Anasztaszija Prokopenko (RUS) · 19–21, 21–15, 21–16 | 1.         | Szató Szajaka (JPN) · 14–15, feladta | Sájna Nehavál (IND) · 15–21, 20–22                                        | kiesett                                                            | kiesett                                                         | kiesett                                          | 5.       |
| Kamilla Rytter Juhl Christinna Pedersen     | Női páros    | D csoport · Japán (JPN) · Maeda Mijuki · Szuecuna Szatoko · 21–18, 14–21, 17–21 · Hongkong (HKG) · Poon Lok Yan · Tse Ying Suet · 21–13, 14–21, 21–18 · Kína (CHN) · Tian Qing · Zhao Yunlei · 22–20, 21–12                 | 1.         |                                      | Japán (JPN) · Fudzsii Mizuki · Kakiiva Reika · 20–22, 10–21               | kiesett                                                            | kiesett                                                         | kiesett                                          | 5.       |
| Kamilla Rytter Juhl Thomas Laybourn         | Vegyes páros | C csoport · India (IND) · Valijávíti Didzsu · Dzsvála Gutta · 21–12, 21–16 · Dél-Korea (KOR) · I Jongde · Ha Dzsongun · 21–15, 21–11 · Indonézia (INA) · Tantowi Ahmad · Lilyana Natsir · 22–24, 16–21                      | 2.         |                                      | Kína (CHN) · Csang Nan · Zhao Yunlei · 13–21, 17–21                       | kiesett                                                            | kiesett                                                         | kiesett                                          | 5.       |
| Joachim Fischer Nielsen Christinna Pedersen | Vegyes páros | B csoport · Kanada (CAN) · Toby Ng · Grace Gao · 21–12, 21–11 · Lengyelország (POL) · Robert Mateusiak · Nadieżda Kostiuczyk · 21–9, 14–21, 21–17 · Japán (JPN) · Ikeda Sintaró · Siota Reiko · 21–11, 21–10                | 1.         |                                      | Thaiföld (THA) · Sudket Prapakamol · Saralee Thungthongkam · 21–15, 21–13 | Kína (CHN) · Csang Nan · Zhao Yunlei · 21–17, 17–21, 19–21         | Indonézia (INA) · Tantowi Ahmad · Lilyana Natsir · 21–12, 21–12 |                                                  |          |

## Torna

### Trambulin
| Versenyző    | Versenyszám | Selejtező | Selejtező | Döntő    | Döntő    |
| Versenyző    | Versenyszám | Pontszám  | Helyezés  | Pontszám | Helyezés |
| ------------ | ----------- | --------- | --------- | -------- | -------- |
| Peter Jensen | Férfi       | 104,695   | 10.       | kiesett  | kiesett  |

## Triatlon
| Versenyző         | Versenyszám | 1,5 km úszás | Depózás 1 | 40 km kerékpározás | Depózás 2 | 10 km futás | Összesítés | Összesítés |
| Versenyző         | Versenyszám | Idő          | Idő       | Idő                | Idő       | Idő         | Idő        | Helyezés   |
| ----------------- | ----------- | ------------ | --------- | ------------------ | --------- | ----------- | ---------- | ---------- |
| Line Jensen       | Női         | 18:21        | 0:43      | 1:06:34            | 0:32      | 36:37       | 2:02:47    | 23.        |
| Helle Frederiksen | Női         | 19:31        | 0:45      | 1:07:11            | 0:33      | 35:10       | 2:03:10    | 27.        |

## Úszás
Férfi
| Versenyző                                           | Versenyszám          | Előfutam | Előfutam | Előfutam | Elődöntő | Elődöntő | Elődöntő | Döntő   | Döntő    |
| Versenyző                                           | Versenyszám          | Idő      | Hely.    | Össz.    | Idő      | Hely.    | Össz.    | Idő     | Helyezés |
| --------------------------------------------------- | -------------------- | -------- | -------- | -------- | -------- | -------- | -------- | ------- | -------- |
| Pál Joensen                                         | 400 m gyors          | 3:47,36  | 5.       | 10.      |          |          |          | kiesett | kiesett  |
| Mads Glæsner                                        | 400 m gyors          | 3:48,27  | 3.       | 12.      |          |          |          | kiesett | kiesett  |
| Pál Joensen                                         | 1500 m gyors         | 15:18,42 | 6.       | 17.      |          |          |          | kiesett | kiesett  |
| Daniel Skaaning Pál Joensen Anders Lie Mads Glæsner | 4 × 200 m gyorsváltó | 7:15,04  | 7.       | 13.      |          |          |          | kiesett | kiesett  |
| Mathias Gydesen                                     | 100 m hát            | 55,31    | 7.       | 30.      | kiesett  | kiesett  | kiesett  | kiesett | kiesett  |

Női
| Versenyző                                                                    | Versenyszám            | Előfutam | Előfutam | Előfutam | Elődöntő | Elődöntő | Elődöntő | Döntő   | Döntő    |
| Versenyző                                                                    | Versenyszám            | Idő      | Hely.    | Össz.    | Idő      | Hely.    | Össz.    | Idő     | Helyezés |
| ---------------------------------------------------------------------------- | ---------------------- | -------- | -------- | -------- | -------- | -------- | -------- | ------- | -------- |
| Jeanette Ottesen                                                             | 100 m pillangó         | 57,64    | 3.       | 5.       | 57,25    | 3.       | 3.       | 57,35   | 6.       |
| Jeanette Ottesen                                                             | 100 m gyors            | 53,51    | 2.       | 3.       | 53,77    | 4.       | 5.*      | 53,75   | 7.       |
| Jeanette Ottesen                                                             | 50 m gyors             | 24,85    | 3.       | 7.*      | 24,99    | 6.       | 12.      | kiesett | kiesett  |
| Pernille Blume                                                               | 50 m gyors             | 25,54    | 8.       | 24.*     | kiesett  | kiesett  | kiesett  | kiesett | kiesett  |
| Pernille Blume                                                               | 100 m gyors            | 55,04    | 6.       | 19.      | kiesett  | kiesett  | kiesett  | kiesett | kiesett  |
| Pernille Blume                                                               | 200 m gyors            | 2:00,91  | 1.       | 24.      | kiesett  | kiesett  | kiesett  | kiesett | kiesett  |
| Lotte Friis                                                                  | 400 m gyors            | 4:04,22  | 4.       | 5.       |          |          |          | 4:03,98 | 4.       |
| Lotte Friis                                                                  | 800 m gyors            | 8:21,89  | 1.       | 2.       |          |          |          | 8:23,86 | 5.       |
| Pernille Blume Mie Østergaard Nielsen Lotte Friis Jeanette Ottesen           | 4 × 100 m gyorsváltó   | 3:38,09  | 3.       | 6.       |          |          |          | 3:37,45 | 6.       |
| Mie Østergaard Nielsen                                                       | 100 m hát              | 1:00,38  | 6.       | 17.      | kiesett  | kiesett  | kiesett  | kiesett | kiesett  |
| Mie Østergaard Nielsen                                                       | 200 m hát              | 2:13,89  | 5.       | 28.      | kiesett  | kiesett  | kiesett  | kiesett | kiesett  |
| Rikke Møller Pedersen                                                        | 100 m mell             | 1:07,23  | 3.       | 9.       | 1:06,82  | 4.       | 6.       | 1:07,55 | 8.       |
| Rikke Møller Pedersen                                                        | 200 m mell             | 2:22,69  | 2.       | 2.       | 2:22,23  | 1.       | 2.       | 2:21,65 | 4.       |
| Mie Østergaard Nielsen Rikke Møller Pedersen Jeanette Ottesen Pernille Blume | 4 × 100 m vegyes váltó | 3:58,35  | 3.       | 3.       |          |          |          | 3:57,76 | 7.       |

* - egy másik versenyzővel azonos eredményt ért el

## Vitorlázás
Férfi
| Versenyző                          | Versenyszám        | Futam | Futam | Futam | Futam | Futam | Futam | Futam | Futam | Futam | Futam | Futam | Futam | Futam | Futam | Futam | Futam   | Pontszám | Helyezés |
| Versenyző                          | Versenyszám        | 1     | 2     | 3     | 4     | 5     | 6     | 7     | 8     | 9     | 10    | 11    | 12    | 13    | 14    | 15    | É       | Pontszám | Helyezés |
| ---------------------------------- | ------------------ | ----- | ----- | ----- | ----- | ----- | ----- | ----- | ----- | ----- | ----- | ----- | ----- | ----- | ----- | ----- | ------- | -------- | -------- |
| Sebastian Fleischer                | Szörfvitorlázás    | 18    | 28    | 24    | 23    | (29)  | 29    | 29    | 15    | 28    | 26    |       |       |       |       |       | kiesett | 220      | 29.      |
| Thorbjørn Schierup                 | Laser              | 36    | 16    | (24)  | 8     | 23    | 16    | 5     | 23    | 24    | 18    |       |       |       |       |       | kiesett | 157      | 19.      |
| Michael Hestbæk Claus Olesen       | Csillaghajó        | 12    | 11    | 13    | (14)  | 13    | 7     | 6     | 3     | 14    | 10    |       |       |       |       |       | kiesett | 89       | 11.      |
| Jonas Høgh Christensen             | Finn dingi         | 1     | 1     | 2     | 7     | 1     | 2     | (8)   | 4     | 5     | 3     |       |       |       |       |       | 20      | 46       |          |
| Peter Ørsted Lang Allan Nørregaard | Könnyű 49-es dingi | 2     | 4     | 14    | 6     | (16)  | 15    | 5     | 7     | 13    | 6     | 16    | 4     | 4     | 3     | 9     | 6       | 114      |          |

Női
| Versenyző                  | Versenyszám    | Futam | Futam | Futam | Futam | Futam | Futam | Futam | Futam | Futam | Futam | Futam   | Pontszám | Helyezés |
| Versenyző                  | Versenyszám    | 1     | 2     | 3     | 4     | 5     | 6     | 7     | 8     | 9     | 10    | É       | Pontszám | Helyezés |
| -------------------------- | -------------- | ----- | ----- | ----- | ----- | ----- | ----- | ----- | ----- | ----- | ----- | ------- | -------- | -------- |
| Anne-Marie Rindom          | Laser radial   | 17    | 19    | 8     | 22    | 12    | 7     | (27)  | 23    | 11    | 11    | kiesett | 130      | 13.      |
| Lene Sommer Henriette Koch | 470-es osztály | 5     | 12    | (16)  | 10    | 14    | 16    | 15    | 10    | 9     | 15    | kiesett | 106      | 16.      |

| Versenyző                                   | Versenyszám | Csoportkör | Csoportkör | Csoportkör | Csoportkör | Csoportkör | Csoportkör | Csoportkör | Csoportkör | Csoportkör | Csoportkör | Csoportkör | Csoportkör | Csoportkör | Kieséses szakasz | Kieséses szakasz | Kieséses szakasz | Helyezés |
| Versenyző                                   | Versenyszám | FRA        | FIN        | USA        | GBR        | NZL        | RUS        | SWE        | NED        | POR        | ESP        | AUS        | Pont       | Hely.      | Negyeddöntő      | Elődöntő         | Döntő            | Helyezés |
| ------------------------------------------- | ----------- | ---------- | ---------- | ---------- | ---------- | ---------- | ---------- | ---------- | ---------- | ---------- | ---------- | ---------- | ---------- | ---------- | ---------------- | ---------------- | ---------------- | -------- |
| Lotte Meldgaard Tina Gramkov Susanne Boidin | Elliott 6 m | 0–1*       | 0–1        | 0–1        | 0–1        | 1–0        | 1–0        | 0–1        | 0–1        | 1–0        | 0–1        | 0–1        | 3          | 10.        | kiesett          | kiesett          | kiesett          | 10.      |

* - nem ért célba